# Krywa (rejon chuściański)
Krywa (ukr. Крива) – wieś na Ukrainie, w obwodzie zakarpackim, w rejonie chuściańskim, w hromadzie Chust. W 2001 liczyła 1365 mieszkańców.